# Racemización de aminoácidos
La racemización de aminoácidos es un método de datación química que consiste en la conversión de un compuesto L-aminoácido a un D-aminoácido o viceversa y permite datar muestras orgánicas hasta el Paleolítico Medio.

## Introducción
Los isómeros son moléculas orgánicas formadas por los mismos átomos, idéntica composición, pero con propiedades físicas y químicas diferentes.
La isomería estereoquímica ocurre en los compuestos que tienen los mismos átomos; pero están orientados de diferente manera. Los compuestos capaces de existir en dos formas diferentes y que cada forma es la imagen en el espejo de la otra, como la mano derecha y la mano izquierda, reciben el nombre de compuestos quirales (del griego mano).
El fenómeno de la quiralidad se produce en compuestos que poseen algún átomo de carbono unido a cuatro compuestos o grupos de átomos diferentes, como algunos aminoácidos entre ellos la alanina, la prolina o el ácido aspártico.

## Mezcla racémica y racemización
La mayoría de aminoácidos tienen dos isómeros, la forma izquierda (L o levógira) y la forma derecha (D o dextrógira). La forma de identificar cada forma es someter la solución a un haz de luz polarizada, con lo que las L se desviarán a la izquierda y las D a la derecha. Una solución de un aminoácido con el mismo número de L y de D, cada forma anula el efecto de la otra en la luz.
A una mezcla de las dos formas (levógira y dextrógira) de un mismo aminoácido en cantidades iguales se le denomina mezcla racémica; y racemización al proceso químico que consiste en la conversión de un compuesto L en D o de D en L. 
En las plantas y animales vivos se forman aminoácidos (que después forman proteínas) mayoritariamente de la forma L y cuando estos seres vivos mueren empieza la racemización y la transformación de L-aminoácidos a D-aminoácidos hasta alcanzar la estabilidad, la mezcla racémica.
Se puede determinar la edad cronométrica de un resto orgánico si se conoce de un aminoácido, su tasa de racemización y la cantidad de forma L y D en la muestra.
Esta técnica de datación puede medir hasta el Paleolítico Medio.

## Problemas de datación
La racemización, como toda reacción química, se basa en la ecuación de Arrhenius. Esta ecuación, indica que la velocidad de la reacción química se acelerará cuanto más alta sea la temperatura; es decir, que cuanto más se enfríe el aminoácido, más lenta será la reacción y viceversa.
Por tanto, la racemización depende de la temperatura y puede provocar errores en la datación de restos, como los del hombre de Del Mar y la mujer de Sunnyvale.
Otro de los efectos que puede acelerar o aminorar la reacción de transformación puede ser el pH.

## Ejemplos de errores en la datación por racemización de aminoácidos
Hombre Del Mar y mujer de Sunnyvale
Ambos casos ocurridos en las costas de California. Los cuerpos del hombre Del Mar y de la mujer de Sunnyvale fueron fechados mediante el método de la racemización de aminoácidos y recibieron una edad: el primero de 48.000 años y la segunda de 70.000 años.
Este hecho provocó controversia y conmoción entre los paleontólogos ya que no creían que hubiera llegado tan pronto el hombre a América.
Para demostrar la veracidad de la fecha con el método de la racemización se llevó a cabo unas pruebas por datación radiométrica de la serie uranio/plomo que dieron como resultado: para el esqueleto de Del Mar una antigüedad de 11 000 años y de 8000 o 9000 años para el esqueleto de Sunnyvale. Aunque por último se hizo la prueba del carbono-14 que dio una edad a las muestras de 4400 años.
Las principales causas del error en la datación por racemización fueron las altas temperaturas que provocaron el aumento de la velocidad de la reacción por diez. Y un ph elevado que también provocó un aumento en la reacción por diez.